# Wolfgang Blankenau
Wolfgang Blankenau, kanadski rokometaš, * 28. april 1955, Edmonton.
Leta 1976 je na poletnih olimpijskih igrah v Montrealu v sestavi kanadske rokometne reprezentance osvojil 11. mesto.